# Horváth Gábor (kajakozó)
Horváth Gábor (a sportsajtóban Horváth I. Gábor) (Budapest, 1971. november 15. –) kétszeres olimpiai és háromszoros világbajnok kajakozó.

## Sportpályafutása
1992-ben nyerte első bajnoki aranyérmét. 1993-ban tagja lett a válogatott keretnek. 1993-ban indult először vb-n, ahol egy ezüst- és egy bronzérmet szerzett. 1994-ben négyes 500 méteren lett magyar bajnok. Világbajnokságon K4 500 méteren lett bronzérmes. Négyes 1000 méteren negyedik lett. Az 1995-ös ob-n két ezüsttel lett gazdagabb, a vb-n nem került csapatba. 1996-ban K4 1000 méteren lett magyar bajnok, az olimpián ezüstérmes volt négyesben. 1997-ben Bártfai Krisztiánnal versenyzett párosban. Az ob-n 1000 méteren lettek bajnokok. A vb-n K4 200 méteren második, K2 500-on harmadik, 1000-en kilencedik volt. Egy év múlva K4 500-on lett első a hazai bajnokságban. A szegedi vb-n K2 500 méteren harmadik lett Bártfaival. 1999-ben K4 1000 méteren világbajnok, K2 500-on Storcz Botonddal második, K4 500 méteren harmadik lett. Az ob-n nem indult. 2000-ben két magyar bajnoki címet szerzett négyesben. A poznańi Eb-n K4 1000 méteren második volt. Az olimpián ugyanebben a számban első lett. Egy év múlva megvédte bajnoki címeit. A vb-ről két éremmel tért haza. Az Európa-bajnokságon négyes 200 méteren első, 1000 méteren ötödik volt. 2002-ben három aranyat nyert az ob-n. A sevillai vb-n K4 200 méteren harmadik, K4 1000 méteren negyedik volt. A szegedi Eb-n K4 200 méteren harmadik, K4 1000-en második volt. 2003-ban K4 500 méteren első, K2 1000 méteren harmadik volt az ob-n. A gainesville-i vb-n K4 500 méteren negyedik volt. 2004-ben K4 1000 méteren lett magyar, Európa- és olimpiai bajnok. A következő évben ismét K4 1000-en nyert magyar bajnokságot. Az Eb-n ezen a távon hatodik volt. A vb-n a négyes 500 és 1000 méteren nem jutott döntőbe. 2006-ban újra négyes 1000 méteren lett hazai első, 500 méteren második volt. A szegedi vb-n négyes 1000-en világbajnok lett. 2007-ben K4 500 méteren magyar bajnoki második, négyes 1000-en vb negyedik és Eb második volt. 2008-ban egy második helyet szerzett az ob-n. Az olimpiára és az Eb-re nem jutott ki.
2006-tól a Honvéd kajak-kenu-szakosztály-igazgatója lett.

## Díjai, elismerései
- Magyar Köztársasági Arany Érdemkereszt (1996)
- A Magyar Köztársasági Érdemrend tisztikeresztje (2000)
- A Magyar Köztársasági Érdemrend középkeresztje (2004)
- Horváth Gábor tanterem a Grosics Gyula Sport Általános Iskolában (2012)